# Maurice Barrès
Auguste-Maurice Barrès (Charmes-sur-Moselle, 19 de agosto de 1862-Neuilly-sur-Seine, 4 de diciembre de 1923) fue un escritor, político y publicista francés, hispanófilo.Fue, junto a Charles Maurras, una de las figuras más emblemáticas del nacionalismo francés a inicios del siglo XX. Llegó a ejercer funciones de diputado y miembro de la Academia Francesa (1906).
Vivió un tiempo en Italia, donde adquirió celebridad en la literatura francesa con el lanzamiento de su obra Culto del yo en 1888. En política, fue elegido para la Cámara de Diputados en 1889 como un boulangista, seguidor de las ideas políticas del general Jean Marie Boulanger, que planteaba un nacionalismo exacerbado de venganza contra Alemania por la guerra franco-prusiana.
Se asocia su trabajo literario con el simbolismo, un movimiento que equivale al esteticismo británico y al decadentismo italiano. De hecho, Barrès fue un estrecho colaborador del italiano Gabriele d'Annunzio durante una época de su vida.
La obra de Barrès glorificaba un amor hacia el propio yo y era cercana a misticismos ocultistas en su juventud. El caso Dreyfus lo hizo dar un giro ideológico, por lo cual cambió del individualismo liberal arraigado en la Revolución Francesa a un concepto más orgánico y tradicional de la nación. Su obra influyó en autores como André Gide y André Malraux.

## Biografía
Nació el 19 de agosto de 1862 en Charmes-sur-Moselle. Recibió la educación secundaria en el liceo de Nancy, donde acudió a las clases de Auguste Burdeau. En 1883, continuó sus estudios legales en París.
Se estableció en el Quartier Latin, donde se involucro con el cenáculo de Leconte de Lisle y con los simbolistas de los años 1880, incluso conociendo al poeta Víctor Hugo una vez.
En 1906, fue nombrado miembro de la Academia Francesa, cargo que ocuparía hasta su muerte en 1923. Fue también miembro de la Liga de la Patria Francesa, una organización nacionalista.
Barrès fue exponente del simbolismo y el nacionalismo, gran estudioso de la cultura española, además de un antisemita militante durante parte de su vida (aunque según Eugen Weber más moderado que muchos blanquistas). De acuerdo con Robert O. Paxton, el término «nacional socialismo» podría haber sido acuñado por Barrès, que tachó en 1896 al Marqués de Morés de «primer nacional socialista».

### Nacionalismo
Barrès es considerado, junto a Charles Maurras, uno de los pensadores principales del nacionalismo étnico de comienzos del siglo XX en Francia, asociado con el revanchismo —el deseo de reconquistar la Alsacia-Lorena, anexada por el recién creado Imperio Alemán a fines de la guerra franco-prusiana de 1871 (Barrès tenía 8 años en ese entonces). De hecho, él mismo popularizó la palabra "nacionalismo" en francés.
Opuesto a la teoría del contrato social de Juan Jacobo Rousseau, Barrès consideraba a la 'nación' (palabra que él utilizó para reemplazar 'pueblo') como ya históricamente fundamentada: una nación no necesitaría de una "voluntad general" para establecerse. Esto contrastaba con la definición de nación establecida por el pensador Ernest Renan. Barrès estuvo más cerca a Herder y Fichte que a Renan en su definición de la nación, por lo cual se opuso al centralismo francés (al igual que Maurras) y consideró a la nación como una multiplicidad de alianzas locales, primero a la familia, luego al pueblo y de ahí a la región y a la nación-estado.
Influido por Edmundo Burke, Federico Le Play e Hipólito Taine, Barrès desarrolló una concepción organicista de la nación, que contrastaba con el universalismo de la Declaración de los Derechos del Hombre y del Ciudadano de 1789. De acuerdo con Barrès, el pueblo no se fundamenta en un acto de autonomía, sino que halla sus orígenes en la tierra, la historia (instituciones, condiciones materiales de vida) y las tradiciones y la herencia ("los muertos"). Su individualismo temprano fue rápidamente superado por una teoría organicista del vínculo social, en la que "el individuo no es nada, la sociedad lo es todo".
Barrés temía el mestizaje de los tiempos modernos, representado por París, la Nación debía equilibrarse entre diversas nacionalidades locales (hablaba tanto de la "nacionalidad lorena" como de la "nacionalidad francesa") mediante la descentralización y la convocatoria de un líder, dando un aspecto de Bonapartismo a su gobierno, pensamiento que explica su atracción por el general Boulanger y su oposición a la Democracia liberal. Abogó por una Democracia directa y la personalización del poder, así como por la implementación de referendos populares como se hizo en Suiza. En este marco nacionalista, el antisemitismo iba a ser el factor cohesivo para un Movimiento de masas de derecha.    
Contrariamente a la creencia popular, Maurice Barrés nunca utilizó el término "le grand remplacement" (gran reemplazo), ni en su novela "L´appel au soldat" ni en ningún otro lugar. Sin embargo, hizo uso del concepto subyacente a saber, que el carácter nacional francés estaba siendo perjudicado por la inmigración de ciertos grupos étnicos. 

### Activismo político
Cuando era joven, Barrés llevó su teoría romántica e individualista del Yo a la política como un ardiente partidario del general Boulanger, ubicándose en el lado más populista de la heterogénea colación boulangista. Dirigió un periódico boulangista en Nancy y fue elegido diputado en 1889, a la edad de 237 años, bajo una plataforma de "Nacionalismo, Proteccionismo y Socialismo", conservando su escaño en la legislatura hasta 1893, cuando fue derrotado bajo la etiqueta de "nacional republicano y socialista" (Républicain nationaliste et socialiste). A partir de 1889, el activismo de Barrés eclipsó su actividad literaria, aunque intentó mantener ambas. Sin embargo, giró hacia la derecha durante el Caso Dreyfus, convirtiéndose en un portavoz destacado, junto con Charles Maurras, del bando anti-Dreyfusard (contrarios al caso Dreyfus). El líder socialista Léon Blum intentó convencerlo de que se uniera a los Dreyfusards (partidarios al caso Dreyfus), pero Barrés se negó y escribió varios panfletos antisemitas. Escribió: "Que Dreyfus es culpable, lo deduzco no de los hechos mismos, sino de su raza". El antijudaísmo de Barrés encontró sus raíces tanto en las teorías del antirracismo contemporáneas como en la Exégesis bíblica. 
Fundó la breve revista La Cocarde (La escarapela) en 1894 (de septiembre de 1894 a marzo de 1895) para defender sus ideas, intentando cerrar la brecha entre la extrema izquierda y la extrema derecha. La revista (nacionalista, anti-parlamentarista y anti-extranjero), incluía una colección diversa de colaboradores de orígenes muy diversos (monárquicos, socialistas, anarquistas, judíos y protestantes), entre ellos Frédéric Amouretti. Charles Maurras, René Boylesve y Fernand Pelloutier. En las elecciones de 1896 en Neuilly, fue nuevamente derrotado como candidato del líder socialista Jean Jaurès y luego nuevamente en 1897 como candidato nacionalista antisemita, después de haber roto con la izquierda durante el asunto Dreyfus. Barrés luego asumió el liderazgo de la Liga de la Patria Francesa, antes de ser miembro de la Ligue des Patriotes (Liga Patriota) de Paul Déroulède. En 1914, se convirtió en líder de la Liga Patriota. Próximo al escritor nacionalista Charles Maurras (fundador del movimiento monárquico Action française), movimiento francés de derecha, Barrés se negó sin embargo a respaldar las ideas monárquicas, aunque demostró durante toda su vida simpatía por esta última. La mayoría de los teóricos monárquicos posteriores como Jacques Bainville, Henri Vaugeois, Léon Daudet, Henri Massis, Jacques Maritain, Georges Bernanos, Thierry Maulnier entre otros, han reconocido su deuda hacia Barrés, que también inspiró a varias generaciones de escritores como Henry de Montherlant y André Malraux. Barrés fue elegido diputado del Sena en 1906 y mantuvo se escaño hasta su muerte. En ese momento formaba parte del partido conservador Entente Républicaine Démocratique. En 1908, se opuso en el Parlamento a su amigo y oponente político Jean Jaurés, rechazando la voluntad del líder socialista de acercarse al escritor Émile Zola, gran defensor de Alfred Dreyfus. A pesar de sus opiniones, fue uno de los primeros en mostrar su respeto por los restos de Jaurés tras su asesinato en vísperas de la Primera Guerra Mundial. 
Durante la Primera Guerra Mundial, Barrés fue uno de los defensores de la Unión Sagrada, lo que le valió el sobrenombre de "ruiseñor del derramamiento de sangre" ("rossignol des carnages"). El periódico satírico Le Canard enchaîné lo llamó el "jefe de la tribu de los lavadores de cerebro" ("chef de la tribu des bourreurs de crane"). Sus notas personales mostraron, sin embargo, que él mismo no siempre creyó en su supuesto optimismo bélico, estando en ocasiones cercano al derrotismo. Durante la guerra, Barrés también se recuperó en parte de los errores de su juventud rindiendo homenaje del "genio nacional", junto a los tradicionalistas, protestantes y socialistas, oponiéndose así a Maurras, que veía en ellos los "cuatro estados confederados" de la "Anti-Francia". Después de la Primera Guerra Mundial, Barrés exigió la anexión de Luxemburgo a la República Francesa y también buscó aumentar la influencia francesa en Renania. El 24 de junio de 1920, la Asamblea Nacional adoptó su proyecto con el objetivo de establecer un día nacional  en memoria de Juana de Arco. 

### Hispanofilia
Barrès era un notorio hispanófilo. Siempre apasionado sobre el sur y la cultura oriental, enfatizó en su trabajo el periodo de la dominación musulmana. Él interpretaba a la España de su época como una nación refractaria a los intentos de la racionalización económica y burocrática que acechaba a Francia. Visitó España en 1892, 1893 y 1902, capturando su visión del país en sus escritos y tomando un interés particular por Toledo.

### Dada y Barrés
Varios artistas del Dadaísmo organizaron en la primavera de 1921 el proceso contra Barrés, acusado de "ataque a la seguridad de la mente" ("attentat á la súreté de l´esprit") y lo condenaron a 20 años de trabajos forzados. Este proceso ficticio marcó también la disolución del Dadá, sus fundadores, entre los cuales se encontraba Tristan Tzara, rechazaban cualquier forma de justicia aunque organizada por el movimiento Dadá.

### Años finales y fallecimiento
A pesar de ser agnóstico,durante sus últimos años de vida, se acercó paulatinamente a la religión católica, simpatizando con sus valores sin profesarla. En uno de sus cuadernos, escribió: “Siento que desde hace unos meses me deslizo del nacionalismo al catolicismo: el nacionalismo solo carece de infinito".

Un relato orientalista titulado Un jardín sur l'Oronte (Un jardín en el Orontes), que sería la base de una ópera del mismo nombre, se publicó en 1922, impulsando la que sería después llamada la querelle de l'Oronte (la querella del Orontes).
Católicos devotos y sinceros estaban impactados por las maneras complacientes, habilidosas y a veces encantadoras en que Barrès mezclaba lo sagrado y lo profano. Su heroína [Oriante] era tanto pagana como irresistible—y esto provocó rebelión.
Falleció el 4 de diciembre de 1923 en Neuilly-sur-Seine.

## Obras publicadas

### Novelas
- Le Culte du Moi (El culto al yo, trilogía)
  - Sous l'œil des barbares, (Bajo el sol de los bárbaros), París, Lemerre, 1888
  - Un homme libre, (Un hombre libre) París, Perrin, 1889
  - Le Jardin de Bérénice, (El jardín de Berenice) París, Plon-Nourrit, 1891

- L'Ennemi des lois, París, Perrin, 1893
- Le Roman de l'énergie nationale (trilogía)
  - Les Déracinés (Los desarraigados), París, Fasquelle, 1897
  - L'Appel au soldat, París, Fasquelle, 1900
  - Leurs figures, París, Juven, 1902

- Les Bastions de l'Est (Los bastiones del este, trilogía)
  - Au service de l'Allemagne, París, A. Fayard, 1905
  - Colette Baudoche - Histoire d'une jeune fille de Metz, París, Juven, 1909
  - Le Génie du Rhin, París, Plon, 1921

- La Colline inspirée, París, Émile Paul, 1913
- Huit Jours chez M. Renan, París, Émile Paul, 1913
- Un jardin sur l'Oronte, París: Plon, 1922
- Le Jardin de Bérénice (El jardín de Berenice), Pour Les Cent Bibliophiles, 1922
- Le Mystère en pleine lumière, París, Plon, 1926

### Teatro
- Une journée parlementaire (comedia), París, Charpentier et Fasquelle, 1894

### Diarios de viaje
- Du sang, de la volupté et de la mort (1894)
- Amori et Dolori sacrum. La mort de Venise (Venecia en guerra, 1903)
- Le Voyage de Sparte, (1906)
- Greco ou le Secret de Tolède (El Greco o el secreto de Toledo (1911, traducida por Alberto Insúa en 1914)
- Une enquête aux pays du Levant, (tomo I, 1923)
- Une enquête aux pays du Levant, (tomo II, 1923)

### Escritos políticos
- Crónica de la Gran Guerra (14 volúmenes, 1920-1924)